# پرونده برلین
پرونده برلین (کره‌ای: 베를린) یک فیلم اکشن دلهره‌آور محصول سال ۲۰۱۳ کره جنوبی به کارگردانی و نویسندگی ریو سونگ-وان است. ها جونگ-وو نقش یک مأمور کره شمالی در برلین را بازی می‌کند، که به خاطر فاش شدن یک معامله تسلیحاتی مورد خیانت قرار می‌گیرد. او به همراه همسرش (جون جی-هیون) که در سفارت کره شمالی در برلین مترجم است، تلاش می‌کنند تا فرار کنند. هان سوک-کیو و ریو سونگ بوم در نقش عاملان کره شمالی و کره جنوبی در تعقیب آنها هستند.

## بازیگران
- ها جونگ-وو در نقش پیو جونگ سونگ[۱۰][۱۱]
- هان سوک-کیو در نقش جونگ جین سو[۱۲][۱۳]
- ریو سونگ بوم در نقش دونگ میونگ سو[۱۴][۱۵]
- جون جی-هیون در نقش ریون جونگ هی[۱۶][۱۷][۱۸][۱۹][۲۰]
- لی گیونگ-یونگ در نقش ری هاک سو، سفیر کره شمالی
- جان کو در نقش مارتی، مأمور سی‌آی‌ای
- نومان اکار در نقش عبدول
- پاسکواله آلاردی در نقش داگان زمیر، مأمور موساد
- چوی مو سونگ در نقش کانگ مین هو
- کواک دو-وان در نقش چونگ وا ده
- کیم سئو هیونگ در نقش منشی سفارت کره شمالی
- توماس تیمه در نقش زیگموند، سیاستمدار آلمانی
- تایفون بادمسوی در نقش آسیم
- وارنر دن در نقش یوری، دلال اسلحه
- سینجا دکیس در نقش پیشخدمت رستوران
- به جونگ نام در نقش مامورِ دونگ میونگ سو
- بک سونگ ایک در نقش پرسنل آژانس
- پارک جی هوان در نقش پرسنل آژانس
- سو جی اوه در نقش پرسنل آژانس
- Toni Varvasoudis در نقش مردان عبدول
- Matthias Günther در نقش مردان عبدول
- اسکارز لاوا در نقش مردان عبدول
- کن آیدن در نقش مردان عبدول
- بک دونگ هیون در نقش مأمور کره شمالی
- جو ها سوک در نقش مأمور کره شمالی
- جی گون وو در نقش مأمور کره شمالی
- کوان جی هون در نقش مأمور کره جنوبی
- کیم سون وونگ در نقش مأمور کره جنوبی
- کواک جین سوک در نقش مأمور کره جنوبی
- میونگ گه نام در نقش دونگ جونگ هو، پدر میونگ سو
- یون جونگ-بین در نقش تحلیل‌گر میدانی کره جنوبی
- لی کیونگ می در نقش تحلیل‌گر میدانی کره جنوبی